# 洛納科寧 (馬里蘭州)
洛纳科宁（英語：Lonaconing）是美國馬里蘭州阿利根尼縣沿乔治溪谷的一個镇，是坎伯兰，MD-WV大都会统计区的一部分。 2010年人口普查时的人口为1214人。